# Компании Кот-д’Ивуара

Местоположение Кот-д’Ивура

Кот-д’Ивуар — страна, расположенная в Западной Африке. Политическая столица Кот-д’Ивуара — Ямусукро, а экономическая столица и крупнейший город — портовый город Абиджан. Страна имеет относительно высокий доход на душу населения (1681 доллара США в 2018 году) и играет ключевую роль в транзитной торговле для соседних стран, не имеющих выхода к морю. Страна является крупнейшей экономикой в Западноафриканском экономическом и валютном союзе, составляя 40 % от общего ВВП валютного союза. Страна является крупнейшим в мире экспортером какао-бобов и четвертым по величине экспортером товаров из стран Африки, находящихся на юге от Сахары (после Южной Африканской Республики, Нигерии и Анголы).

## Крупнейшие компании
В этот список включены известные компании с основной штаб-квартирой в стране. Компании, прекратившие свою деятельность, включаются в перечень и указываются как не функционирующие.
| Название                          | Отрасль                | Сектор                        | Штаб квартира | Основана | Гоc/негос | Статус   | Заметка                                                                   |
| --------------------------------- | ---------------------- | ----------------------------- | ------------- | -------- | --------- | -------- | ------------------------------------------------------------------------- |
| Транспортная компания Абиджана    | Потребительские услуги | Путешествия и туризм          | Абиджан       | 1960     | Негос.    | Активна  | Пассажирские перевозки                                                    |
| Air Afrique                       | Потребительские услуги | Авиарейсы                     | Абиджан       | 1961     | Негос.    | Не функ. | Авиакомпания, упразднена в 2002 году                                      |
| Air Côte d’Ivoire                 | Потребительские услуги | Авиарейсы                     | Абиджан       | 2012     | Гос.      | Активна  | Государственная авиакомпания                                              |
| Air Ivoire                        | Потребительские услуги | Авиарейсы                     | Абиджан       | 1960     | Негос.    | Не функ. | Авиакомпания, упразднена в 2011 году                                      |
| Автономный порт Абиджана          | Промышленность         | Сервис транспортировки        | Абиджан       | 1951     | Негос.    | Активна  | Коммерческий порт                                                         |
| Interivoire                       | Потребительские услуги | Авиарейсы                     | Абиджан       | 1978     | Негос.    | Не функ. | Авиакомпания, упразднена в 1979 году                                      |
| Ивуарская компания грузоперевозки | Промышленность         | Сервис доставки               | Абиджан       | 2007     | Негос.    | Активна  | Грузовая авиакомпания                                                     |
| La Poste (Кот-д'Ивуар)            | Промышленность         | Сервис доставки               | Абиджан       | 1945     | Негос.    | Активна  | Почтовый сервис                                                           |
| Nouvelle Air Ivoire               | Потребительские услуги | Авиарейсы                     | Абиджан       | 1999     | Негос.    | Не функ. | Авиакомпания, слилась с Air Ivoire                                        |
| Unilever Côte d'Ivoire            | Промышленность         | Производство пальмового масла | Абиджан       | 1932     | Негос.    | Не функ. | Компания по производству пальмового масла, слилась с Unilever в 1982 году |
| Абиджанская мукомольная фабрика   | Промышленность         | Помолка муки                  | Абиджан       | 1963     | Негос.    | Активна  | Мукомольная фабрика, приобретена компанией Seaboard в 2017 году           |

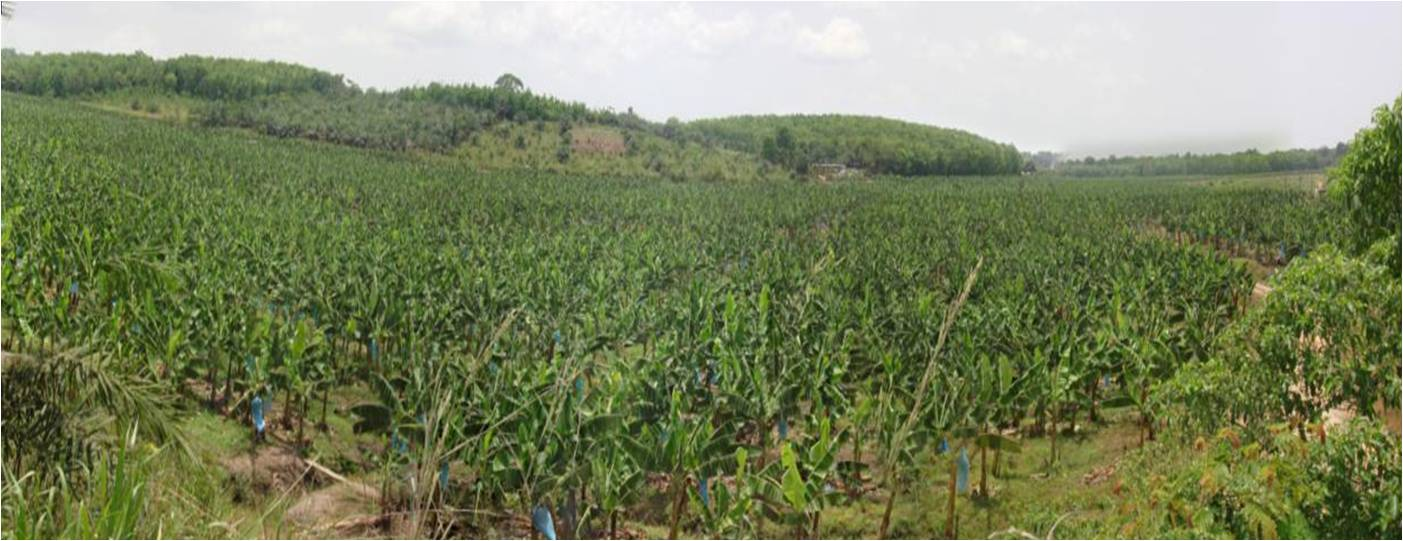
Банановая плантация в Кот-д'Ивуаре
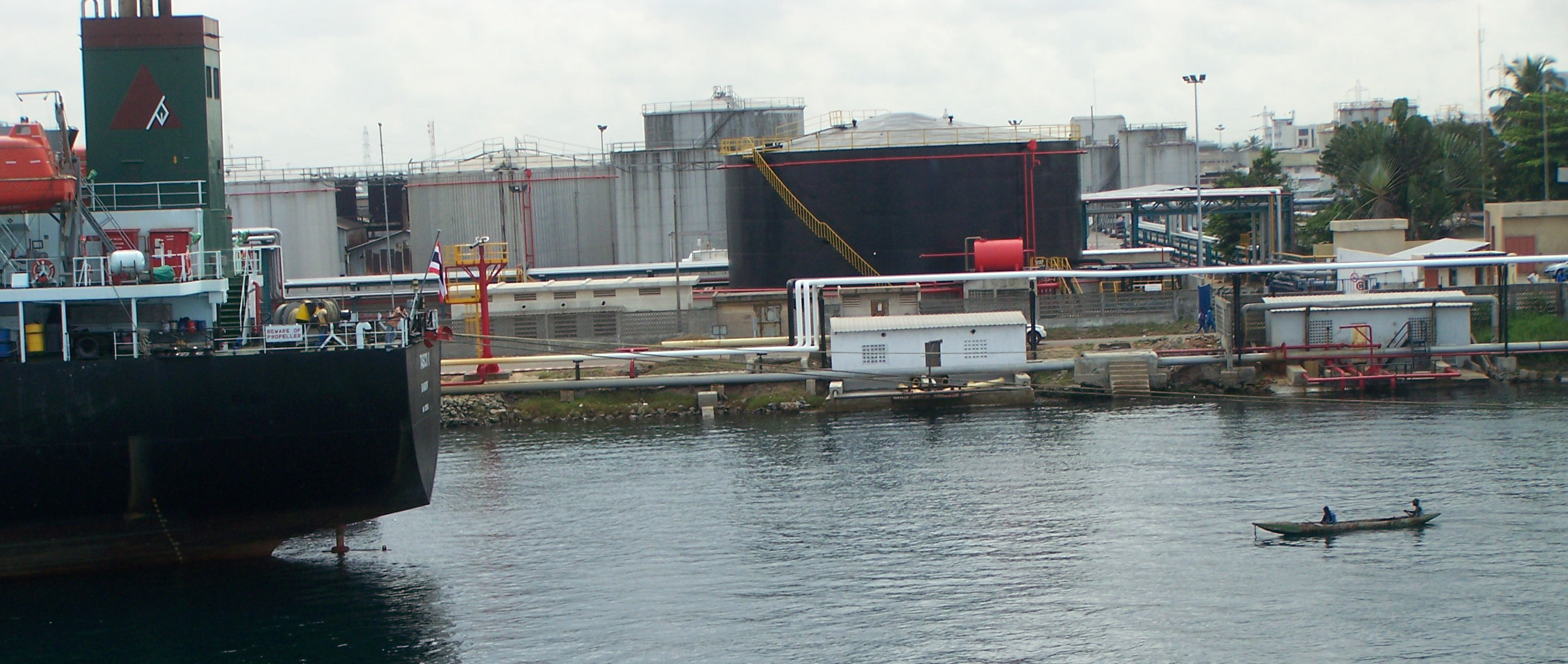
Автономный порт Абиджана в 2009 году